# Mistrovství Jižní Ameriky ve fotbale 1942
Mistrovství Jižní Ameriky ve fotbale 1942 bylo 17. mistrovství pořádané fotbalovou asociací CONMEBOL. Vítězem se stala Uruguayská fotbalová reprezentace.

## Tabulka
| Tým       | Z                | V                | R                | P                | VG               | IG               | +/-              | B                |
| --------- | ---------------- | ---------------- | ---------------- | ---------------- | ---------------- | ---------------- | ---------------- | ---------------- |
| Uruguay   | 6                | 6                | 0                | 0                | 21               | 2                | +19              | 12               |
| Argentina | 6                | 5                | 0                | 1                | 21               | 6                | +15              | 10               |
| Brazílie  | 6                | 3                | 1                | 2                | 15               | 7                | +8               | 7                |
| Paraguay  | 6                | 2                | 2                | 2                | 11               | 10               | +1               | 6                |
| Peru      | 6                | 1                | 2                | 3                | 5                | 10               | -5               | 4                |
| Chile     | 6                | 1                | 1                | 4                | 4                | 15               | -11              | 3                |
| Ekvádor   | 6                | 0                | 0                | 6                | 4                | 31               | -27              | 0                |
| Bolívie   | vzdala se účasti | vzdala se účasti | vzdala se účasti | vzdala se účasti | vzdala se účasti | vzdala se účasti | vzdala se účasti | vzdala se účasti |
| Kolumbie  | vzdala se účasti | vzdala se účasti | vzdala se účasti | vzdala se účasti | vzdala se účasti | vzdala se účasti | vzdala se účasti | vzdala se účasti |

## Zápasy
| 10. ledna 1942                                                       |     |              |                                               |
| Uruguay                                                              | 6:1 | Chile        | Estadio Centenario, Montevideo diváci: 40 000 |
| L. E. Castro 7' 76' O. Varela 12' Ciocca 15' Contreras 37' Porta 54' |     | Contreras 1' | Estadio Centenario, Montevideo diváci: 40 000 |

| 11. ledna 1942                             |     |                            |                                               |
| Argentina                                  | 4:3 | Paraguay                   | Estadio Centenario, Montevideo diváci: 20 000 |
| Sandoval 9' Masantonio 30' 47' Perucca 88' |     | Sánchez 59' Aveiro 75' 86' | Estadio Centenario, Montevideo diváci: 20 000 |

| 14. ledna 1942                                 |     |               |                                               |
| Brazílie                                       | 6:1 | Chile         | Estadio Centenario, Montevideo diváci: 10 000 |
| Patesko 1' 78' Pirillo 23' 63' 86' Cláudio 66' |     | Domínguez 35' | Estadio Centenario, Montevideo diváci: 10 000 |

| 17. ledna 1942              |     |              |                                               |
| Argentina                   | 2:1 | Brazílie     | Estadio Centenario, Montevideo diváci: 30 000 |
| E. García 3' Masantonio 27' |     | Servílio 37' | Estadio Centenario, Montevideo diváci: 30 000 |

| 18. ledna 1942                                               |     |         |                                               |
| Uruguay                                                      | 7:0 | Ekvádor | Estadio Centenario, Montevideo diváci: 45 000 |
| Zapirain 1' Gambetta 13' S. Varela 16' 24' 29' Porta 23' 42' |     |         | Estadio Centenario, Montevideo diváci: 45 000 |

| 18. ledna 1942 |     |               |                                               |
| Paraguay       | 1:1 | Peru          | Estadio Centenario, Montevideo diváci: 45 000 |
| Barrios 35'    |     | Magallanes 1' | Estadio Centenario, Montevideo diváci: 45 000 |

| 21. ledna 1942 |     |                |                                               |
| Brazílie       | 2:1 | Peru           | Estadio Centenario, Montevideo diváci: 10 000 |
| Amorim 43' 56' |     | Magallanes 73' | Estadio Centenario, Montevideo diváci: 10 000 |

| 22. ledna 1942               |     |       |                                               |
| Paraguay                     | 2:0 | Chile | Estadio Centenario, Montevideo diváci: 25 000 |
| Barrios 33' Baudo Franco 54' |     |       | Estadio Centenario, Montevideo diváci: 25 000 |

| 22. ledna 1942                                                                               |      |         |                                               |
| Argentina                                                                                    | 12:0 | Ekvádor | Estadio Centenario, Montevideo diváci: 25 000 |
| E. García 2' Moreno 12' 16' 22' 32' 89' Pedernera 25' Masantonio 54' 65' 68' 70' Perucca 88' |      |         | Estadio Centenario, Montevideo diváci: 25 000 |

| 24. ledna 1942 |     |          |                                               |
| Uruguay        | 1:0 | Brazílie | Estadio Centenario, Montevideo diváci: 55 000 |
| S. Varela 32'  |     |          | Estadio Centenario, Montevideo diváci: 55 000 |

| 25. ledna 1942                         |     |             |                                               |
| Paraguay                               | 3:1 | Ekvádor     | Estadio Centenario, Montevideo diváci: 12 000 |
| Baudo Franco 5' Mingo 57' Ibarrola 62' |     | Jiménez 46' | Estadio Centenario, Montevideo diváci: 12 000 |

| 25. ledna 1942             |     |               |                                               |
| Argentina                  | 3:1 | Peru          | Estadio Centenario, Montevideo diváci: 12 000 |
| Heredia 12' Moreno 65' 72' |     | Fernández 17' | Estadio Centenario, Montevideo diváci: 12 000 |

| 28. ledna 1942             |     |             |                                               |
| Peru                       | 2:1 | Ekvádor     | Estadio Centenario, Montevideo diváci: 40 000 |
| Quiñónez 32' L. Guzmán 62' |     | Jiménez 52' | Estadio Centenario, Montevideo diváci: 40 000 |

| 28. ledna 1942                    |     |             |                                               |
| Uruguay                           | 3:1 | Paraguay    | Estadio Centenario, Montevideo diváci: 40 000 |
| S. Varela 9' Porta 26' Ciocca 65' |     | Barrios 58' | Estadio Centenario, Montevideo diváci: 40 000 |

| 31. ledna 1942 |     |       |                                               |
| Argentina      | 0:0 | Chile | Estadio Centenario, Montevideo diváci: 15 000 |
|                |     |       | Estadio Centenario, Montevideo diváci: 15 000 |

- Chile opustilo hřiště ve 43. minutě na protest proti katastrofálnímu výkonu rozhodčího. Argentina vyhrála kontumačně.

| 31. ledna 1942                          |     |                    |                                               |
| Brazílie                                | 5:1 | Ekvádor            | Estadio Centenario, Montevideo diváci: 40 000 |
| Tim 10' Pirillo 12' 29' 76' Zizinho 60' |     | Alvarez 19' (pen.) | Estadio Centenario, Montevideo diváci: 40 000 |

| 1. února 1942                            |     |      |                                               |
| Uruguay                                  | 3:0 | Peru | Estadio Centenario, Montevideo diváci: 40 000 |
| Chirimini 47' L. E. Castro 54' Porta 77' |     |      | Estadio Centenario, Montevideo diváci: 40 000 |

| 5. února 1942              |     |            |                                               |
| Chile                      | 2:1 | Ekvádor    | Estadio Centenario, Montevideo diváci: 15 000 |
| Domínguez 20' Armingol 42' |     | Alcívar 5' | Estadio Centenario, Montevideo diváci: 15 000 |

| 5. února 1942 |     |                  |                                               |
| Brazílie      | 1:1 | Paraguay         | Estadio Centenario, Montevideo diváci: 15 000 |
| Zizinho 5'    |     | Baudo Franco 23' | Estadio Centenario, Montevideo diváci: 15 000 |

| 7. února 1942 |     |      |                                               |
| Chile         | 0:0 | Peru | Estadio Centenario, Montevideo diváci: 70 000 |
|               |     |      | Estadio Centenario, Montevideo diváci: 70 000 |

| 7. února 1942 |     |           |                                               |
| Uruguay       | 1:0 | Argentina | Estadio Centenario, Montevideo diváci: 70 000 |
| Zapirain 57'  |     |           | Estadio Centenario, Montevideo diváci: 70 000 |